# Ophyiulus cerii
Ophyiulus cerii är en mångfotingart som beskrevs av Karl Wilhelm Verhoeff 1942. Ophyiulus cerii ingår i släktet Ophyiulus och familjen kejsardubbelfotingar. Inga underarter finns listade i Catalogue of Life.